# Borgo Santa Maria Nuova
Il Borgo di Santa Maria Nuova è uno dei 14 quartieri della città di Asti che si contende ogni anno, la prima domenica di settembre, con sette comuni della provincia, l'antica corsa del Palio di Asti.
Prende il nome dalla antica chiesa di Santa Maria Nuova.

## Storia

### Le origini
Il primo insediamente avvenne nella zona nord orientale del borgo col nome di sobborgo di Monterainero (dal tedesco Rehinart) e mutuò il nome dalla vicina collinetta nel settore orientale della città di Asti, dove in seguito sorse il castello omonimo, che Ferdinando Gabotto riteneva il più antico della città.
Il sobborgo prosperò e si ingrandì ai due lati della via Francigena che continuava in città con la "contrada maestra".
Nel 741 è attestata l'esistenza della chiesa dedicata a sant'Antonio Aabate (sant'Antonio di Valbrenta)  con convento ed ospedale annessi, che si trovava a pochi passi fuori della cerchia delle mura romane, verso est, ed a sud-ovest di Monterainero, nella valletta di Valbrenta, (oggi corso Dante). Nel 1288 il complesso passò all'ordine degli agostiniani e venne distrutto dagli Spagnoli nel 1650.

### La chiesa di Santa Maria Nuova
Probabilmente intorno alla metà del IX secolo sorse la chiesa di Santa Maria Nuova, citata in un documento del Cartario Astese dell'anno 1009 come già esistente da tempo (si parla di un fondo situato "prope Ecclesiae sanctae Mariae, quae dictur Nova", da non confondere con il più antico duomo della città, dedicato ugualmente alla Vergine).

Nel 1132 il vescovo Landolfo la affidò ai "canonici mortariensi".

Al rettore della chiesa venne inoltre attribuito il titolo di "priore", che restò in uso fino al 1798, quando venne mutato nel titolo di "arciprete"  e si ebbe la nomina del primo parroco del clero secolare.

Presso la chiesa, i canonici agostiniani costruirono un piccolo monastero, ricostruito e ingrandito nel 1591, che oggi costituisce parte del vecchio ospedale civile. Venne inoltre costruita una struttura ospedaliera, menzionata nel testamento del cronista Guglielmo Ventura, redatto nell'anno 1310.

### La seconda cerchia di mura

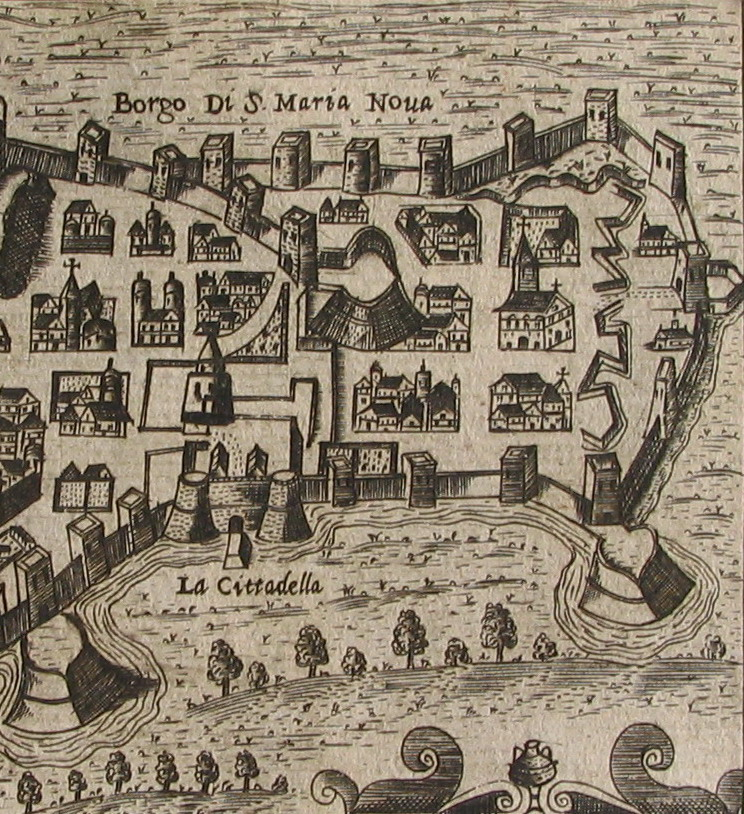
Il Borgo di S. Maria Nuova particolare dalla città di Asti in un'incisione di Francesco Bertelli del 1629

Nel periodo tra il 1320 e il 1330 il borgo di Santa Maria Nuova venne racchiuso nella seconda cerchia di mura, detta "dei borghigiani", che sostituiva un più antico recinto di spalti e fossati.

In questo periodo iniziò l'espansione demografica del borgo, a ridosso del "recinto dei nobili" ed ai due lati della "via Maestra".

Anche alcune famiglie nobili, come i Lupi , i Lorenzi , gli Alione, costruirono alcune residenze nel borgo.

Il poeta Gian Giorgio Alione  definì questa zona di Asti Cavallon o Cavallaz, ed in seguito prese anche la denominazione di "Svizzera".
Il Borgo a partire dal XVI secolo divenne la comunità socio – territoriale più popolosa tra quelle racchiuse nella seconda cerchia di mura della città; aveva dei confini estremamente precisi, era amministrata da un "rettore", che restava in carica un anno e si eleggevano quattro "capi d'arme".

### Declino del borgo
In seguito alla guerra franco-spagnola che si scatenò nella prima metà del XVII secolo nel Monferrato il borgo subì la distruzione di molti edifici ed una riduzione della sua popolazione, che raggiunse il minimo di 500 anime nella seconda metà del secolo.
Nel 1796 per le difficoltà economiche il re Carlo Emanuele IV soppresse diverse congregazioni religiose, incamerandone i beni e l'abbazia di Santa Maria Nova venne messa in vendita all'asta nel 1798. Anche durante l'occupazione napoleonica il monastero rimase invenduto e in abbandono. Nel 1804 la "commissione degli Ospizi" del comune di Asti, ottenne il fabbricato per la nuova sede dell'Ospedale degli infermi, inaugurato il 29 settembre del 1810. Nel 1819 si creò nello spazio in precedenza occupato da un giardino che svolgeva anche le funzioni di cimitero, venne creata l'attuale piazza Santa Maria Nuova.

### Il XX secolo
Con gli inizi del Novecento, in seguito anche al generale riassetto urbano della città di Asti, con il definitivo completamento di piazza Alfieri, ricominciò il processo di sviluppo ed espansione del borgo, che riprese la propria antica vocazione commerciale fiorita nel periodo medioevale.

## La chiesa di Santa Maria Nuova
La chiesa ha strutture tardo-gotiche ed è inserita nel complesso cinquecentesco del convento utilizzato fino al 2003 come ospedale civile della città.
Il campanile ha forme romaniche.
La chiesa è a navata unica (40 m di lunghezza per 13 m di larghezza e 15 m di altezza). Sull'altare centrale è ospitata la grande pala di Gandolfino da Roreto (Madonna della colomba, 1496). Vi si conservano inoltre un San Pietro e gli Apostoli di anonimo romano del XVI secolo, un Sant'Agostino e il miracolo dell'ossessa di pittore lombardo del XIII secolo, un'Adorazione dei Magi di pittore veneto del XVIII secolo e La fondazione della chiesa dei Santi Apostoli, della maniera di Giuseppe Bazzani (Mantova, XVIII secolo).

## I confini
Il territorio attuale del Borgo di Santa Maria Nuova è sorto dall'unione di alcuni nuclei abitativi formatisi a ridosso delle mura romane di levante della città di Asti, comprendente un'area pentagonale: uno dei lati era costituito dall'antico rivo Valbrenta, ora coperto da corso Dante, un altro era il "Borgo del Cavallone" (odierna via Pietro Micca), al cui vertice vi era il castello di Monterainero (oggi inserito nell'omonimo Parco); ancora un altro lato coincide con l'odierno corso alla Vittoria, che prende il nome da una chiesetta omonima sorta nel 1591-1592 in seguito alla vittoria degli astesi sulle truppe di Fabrizio Maramaldo e scomparsa nel 1916.

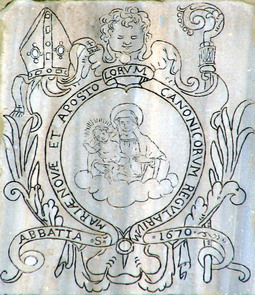
Stemma marmoreo gentilizio della chiesetta dei SS. Apostoli

## Lo stemma
Lo stemma marmoreo gentilizio della chiesetta dei Santi Apostoli presso il cimitero urbano di Asti, dal 1929 collocato sopra l'architrave del portale della chiesa di Santa Maria Nuova, reca al centro la Madonna col Bambino in braccio, sorretta da una bianca nuvola, mentre ai bordi un cartiglio riporta la scritta latina: “Abbatia S. Mariae Novae et Apostolorum Canonicorum Regularium 1670”. Ai lati sono presenti i segni della dignità abbaziale, il bastone pastorale e la mitra.
Nel 1929, il giorno della corsa del Palio, don Stefano Robino, arciprete della chiesa di Santa Maria Nuova, facendo una cronaca dettagliata di quegli avvenimenti, riferisce che “...in mattinata (12 maggio) ha radunati sulla piazza della chiesa parrocchiale i suoi corsieri coi rispettivi fantini nelle assise bianco-rosa del borgo…” .
Nel 1968 vennero adottati i colori rosa-azzurro bipartiti (che nell'iconografia tradizionale sono i colori dell'abito della Madonna) e alla fine degli anni settanta venne aggiunto al centro del vessillo la riproduzione dello stemma dei canonici lateranensi.
Dai primi anni Ottanta il simbolo del Borgo di Santa Maria Nuova è costituito da un labaro partito di rosa e di azzurro. Al centro lo stemma con un grifone rampante, argento membrato e linguato di rosso. Intorno allo stemma, bordato di blu o nero, si legge il seguente cartiglio: “Societas Burgi Sancte Mariae Nove”.

## Vittorie al Palio di Asti

Il fantino Bucefalo nell'edizione del 2005

- 4 maggio 1819 Giuseppe Ranco, sotto gli auspici della Beata Vergine delle Candele in Santa Maria Nuova, con il fantino Carlo Manzone, detto Vandom o Baciascalino. Corsa alla lunga sulla "Contrada Maestra".
- 2 maggio 1820, Secondo Musso.(Vittoria rivendicata, ma in realtà conseguita da Felice Balbo di Venaria, sotto gli auspici della chiesa di Sant'Eusebio di Venaria, fantino Domenico Moscati)
- 12 maggio 1929: vinse il fantino Pietro Audano (Firmino) sul cavallo Coriolan. Si corre alla lunga in corso Dante.
- 1932: su 32 cavalli partecipanti, vinse il fantino Mario Reggiani. Si corse in piazza Emanuele Filiberto, odierna Piazza Campo del Palio.
- 1935: su 24 cavalli partenti vinse il fantino Giacomo Boccardo.
- 1972: vinse il cavallo Tornado condotto dal fantino Gigino Sassano, che aveva sostituito nella finale l'infortunato Gaetano Lobue. Corsa in Piazza Campo del Palio.
- 2000: vittoria del fantino Martin Ballesteros , detto il Pampero, sul cavallo Guera. Corsa in piazza Alfieri.[1]
- 2005: vittoria del fantino Maurizio Farnetani , detto Bucefalo, sul cavallo “L'altro”, in un'avvincente rimonta su Massimo Coghe (San Martino - San Rocco ).
- 2006: vittoria del fantino Maurizio Farnetani detto Bucefalo sul cavallo Un Altro.
- 2009: vittoria del fantino Massimo Coghe detto Massimino sul cavallo First Lady ("Sister bug").
- 2023: vittoria del fantino Federico Arri detto Ares sul cavallo Ambra da Clodia.

Inoltre, il Borgo si assegna la vittoria del 1834, anche se dalla documentazione del Comune di Asti, risulta soltanto il verbale di presentazione dei cavalli partecipanti alla corsa e l'ordine d'arrivo è andato perduto.

## Note

1930, i partitanti di Santa Maria nuova sfilano con il vessillo 2 secoli- 2 vittorie